# Tatiana Grigorescu
Tatiana Grigorescu (n. 17 ianuarie 1950) a fost un deputat român în legislatura 1990-1992, ales în județul Prahova pe listele partidului Ecologist-SD.
Deputata Tatiana Grigorescu (Gogoașe) a înlocuit-o pe deputata Georgeta Pale Valentino începând de la data de 1 octombrie 1990. 
Tatiana Grigorescu a candidat la alegerile din 2008 pe listele PRM (Partidul România Mare).